# Eremurus inderiensis
Eremurus inderiensis là một loài thực vật có hoa trong họ Thích diệp thụ. Loài này được (M.Bieb.) Regel miêu tả khoa học đầu tiên năm 1873.